# Andacollo
Andacollo é uma comuna da província de Elqui, localizada na Região de Coquimbo, Chile. Possui uma área de 310,3 km² e uma população de 10.288 habitantes (2002).